# Un foyer pour mes enfants
Un foyer pour mes enfants (Welcome Home) est un téléfilm américain réalisé par James Head, diffusé en 2017 en France.

## Synopsis
Stewart Paylor est un écrivain à succès, qui, à son retour de vacances, découvre qu'une famille a élu domicile chez lui en son absence. Il commence par lui demander de partir, puis après avoir fait la connaissance de ses membres, finit par les aider, toujours avec une certaine réserve .... En effet, il rencontre, lui aussi un problème, celui de la page blanche : après le succès de son premier roman, il a du mal à trouver de la matière pour le second. Mais qui sait, cette rencontre inopinée va peut-être tout changer ...

## Fiche technique
- Réalisation : James Head
- Scénario : Jonathan Zeichner
- Photographie : Ronald Richard
- Musique : Christopher Nickel
- Durée : 90 minutes
- Dates de diffusion :
  -  États-Unis : 13 septembre 2015 sur UP TV channel
  -  France : 3 janvier 2017 sur TF1
  -  France : 3 novembre 2017 sur TF1
  -  France : mardi 5 mars 2019 sur TF1 Séries Films en hommage à Luke Perry

## Distribution
- Luke Perry (VF : Lionel Tua) : Stewart Paylor
- Erica Cerra (VF : Ethel Houbiers) : Cynthia
- Camille Sullivan (VF : Anne Dolan) : Cassandra Sullivan
- Graeme Duffy : Carl
- Darcy Laurie : Angelo
- Catherine Lough Haggquist : Sarah Grimes
- Kayden Magnuson : Vera
- Michael Teigen : Wesley Cole
- Will Verchere-Gopaulsingh : Jake

## Autour du film
À la fin du téléfilm, on peut lire :
Ce téléfilm est dédié aux plus de 600 000 hommes, femmes et enfants qui dormiront ce soir dans les rues des États-Unis.
Aux États-Unis, près de 1,6 million d'enfants perdront leur domicile au cours de cette année.
En travaillant main dans la main, nous pouvons changer les choses.
Vous pouvez vous engager auprès d'associations qui s'emploient à faire disparaître la pauvreté et le mal logement des familles.
Pour plus, d'informations, rendez vous sur : uptv.com